# Athetis subargentea
Athetis subargentea är en fjärilsart som beskrevs av Caradja. Athetis subargentea ingår i släktet Athetis och familjen nattflyn. Inga underarter finns listade i Catalogue of Life.